# Hardangerfjord

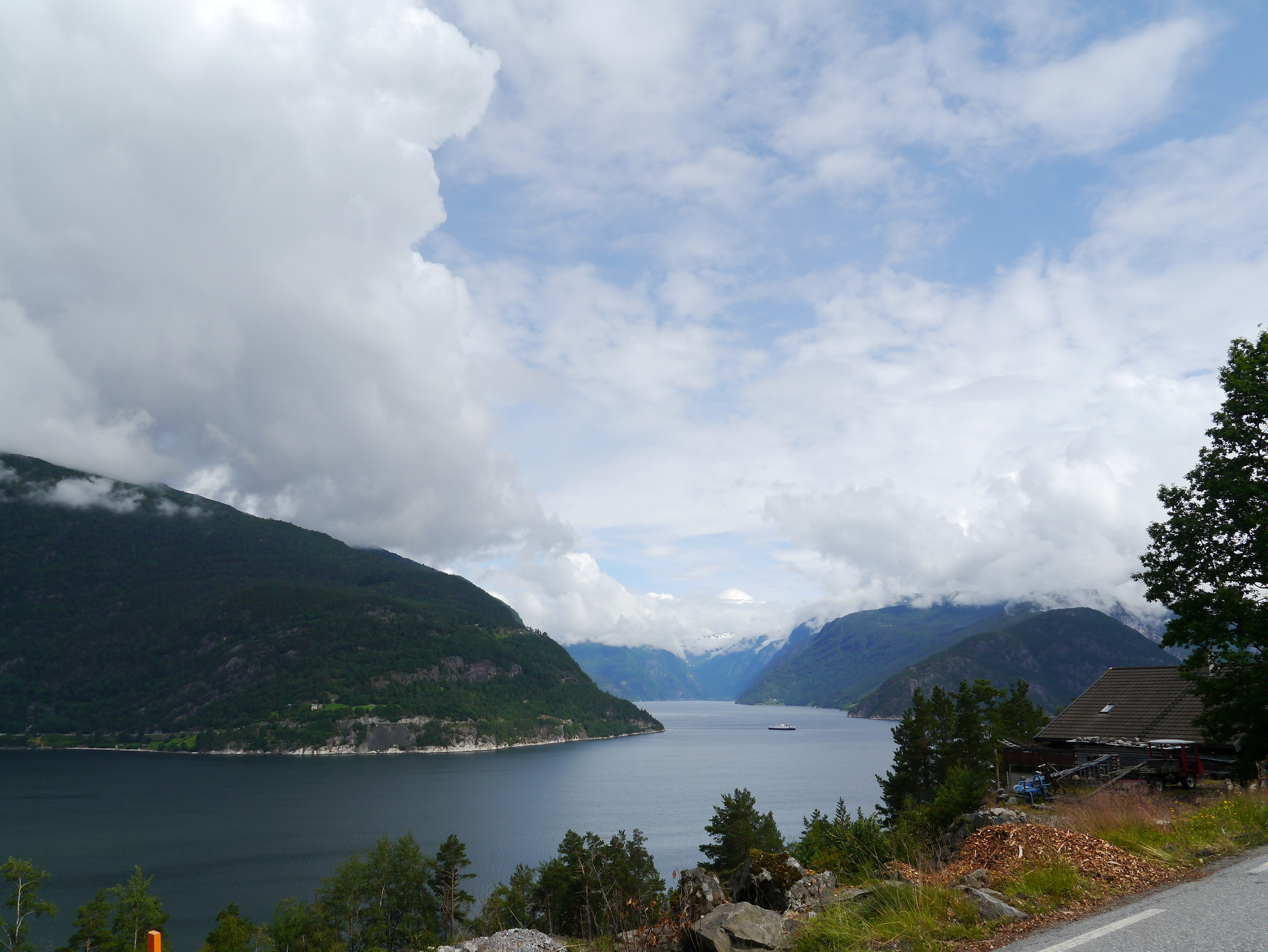
Pohled na Hardangerfjord

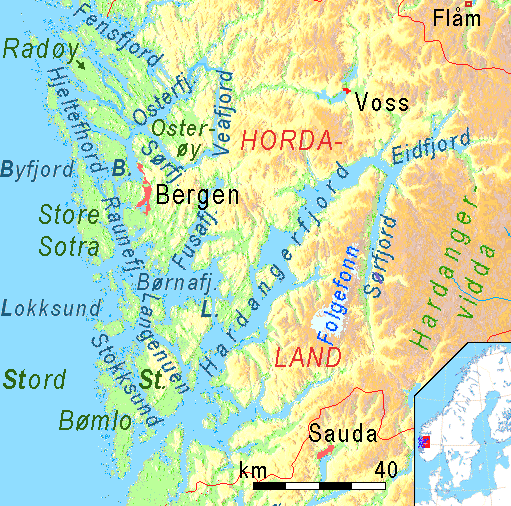
Mapa

Hardangerfjord je dlouhý úzký záliv Atlantského oceánu v norském kraji Vestland. Je druhým nejdelším fjordem v Norsku (po Sognefjordu) a třetím nejdelším na světě: je dlouhý 179 km, široký dva až deset kilometrů a jeho maximální hloubka dosahuje 860 metrů. Vstup do fjordu se nachází u ostrova Bømlo asi 80 km jižně od Bergenu, nejzazší výběžek směrem do vnitrozemí leží u města Odda. 
Z hlavního fjordu vybíhá řada postranních větví, jako Bømlafjorden, Fyksesund, Maurangerfjord, Eidfjord, Osafjord a Sørfjord. Uvnitř fjordu se nachází ostrov Varaldsøy o rozloze 45 km². V sousedství fjordu se nacházejí horské ledovce Folgefonna a Hardangerjøkulen. Tající voda z ledovců se prodává jako minerálka Isklar. Na západním konci fjordu se nachází bezlesá náhorní plošina Hardangervidda, dosahující nadmořské výšky až 1 721 metrů, která byla vyhlášena národním parkem Hardangervidda. Na jihu, okolo města Lofthus, se rozkládají třešňové a jabloňové sady. Ve vodách Hardangerfjordu fungují četné sádky, v nichž se pěstuje losos a pstruh duhový. Oblast patří také k nejvýznamnějším turistickým atrakcím Norska. V roce 2013 byl mezi obcemi Ullensvang a Ulvik zprovozněn visutý most přes fjord Hardangerbrua, s délkou 1 380 metrů byl s hlavním rozpětím 1 310 metrů nejdelším visutým mostem Norska a třetím nejdelším visutým mostem v Evropě, po Mostě přes Velký Belt v Dánsku a Humber Bridge v Anglii.[zdroj?]